# Pinocchio
Pinocchio – pierwszy album studyjny południowokoreańskiej grupy f(x), wydany 20 kwietnia 2011 roku przez wytwórnię SM Entertainment. Był promowany przez singel Pinocchio (Danger). Osiągnął 2 pozycję na listach przebojów w Korei Południowej.
Album został wydany ponownie 14 czerwca 2011 roku pod nowym tytułem Hot Summer. Singel Hot Summer promował ten album. Album Pinocchio sprzedał się w nakładzie 70 575 egzemplarzy (stan na grudzień 2013), a Hot Summer w nakładzie 65 157 egzemplarzy (stan na grudzień 2013).

## Lista utworów

### Pinocchio
| Pinocchio |                                                             |                                                                           |                                                                   |      |
| Nr        | Tytuł                                                       | Słowa                                                                     | Muzyka                                                            | Czas |
| 1.        | "Pinocchio (Danger)" (kor. 피노키오 (Danger))               | Kenzie, Misfit                                                            | Dwight Watson, Jeff Hoeppner, Alex Cantrall, Hitchhiker           | 3:14 |
| 2.        | "Bing-geuleu (Sweet Witches)" (kor. 빙그르 (Sweet Witches)) | Kim Bu-min                                                                | Hitchhiker                                                        | 3:28 |
| 3.        | "Dangerous"                                                 | Kenzie, Nermin Harambašić, Robin Jenssen, Ronny Svendsen, Anne Judith Wik | Nermin Harambašić, Robin Jenssen, Ronny Svendsen, Anne Judith Wik | 3:14 |
| 4.        | "Beautiful Goodbye"                                         | Cho Hun-young                                                             | Various Artists, Kenneth Karlin, Alex Cantrall, Lindy Robbins     | 4:06 |
| 5.        | "Gangsta Boy"                                               | Hong Ji-yoo, Thomas Troelsen, Mikkel Remee Sigvardt                       | Thomas Troelsen, Mikkel Remee Sigvardt                            | 3:09 |
| 6.        | "Ai (Love)" (kor. 아이 (Love))                              | Song Soo-yun, Han Jae-ho, Kim Seung-soo                                   | Han Jae-ho, Kim Seung-soo                                         | 3:15 |
| 7.        | "Stand up!"                                                 | Shin Jae-pyung                                                            | Shin Jae-pyung                                                    | 3:55 |
| 8.        | "My Style"                                                  | Lee Ji-eun, Ryan Jhun, Antwann Frost, Natasha Bougknight, Lauren Seymour  | Ryan Jhun, Antwann Frost, Natasha Bougknight, Lauren Seymour      | 3:41 |
| 9.        | "So into U"                                                 | Kim Eun-soo, Shim Eun-ji                                                  | Shim Eun-ji                                                       | 3:35 |
| 10.       | "Lollipop" (feat. SHINee)                                   | Hong Ji-yoo, Ryan Jhun, Tysear, Reefa, Antwann Frost, Brande Kelley       | Ryan Jhun, Tysear, Reefa, Antwann Frost, Brande Kelley            | 3:11 |

### Hot Summer
| Hot Summer (re-package) |                                                                           |                                                                           |                                                                   |      |
| Nr                      | Tytuł                                                                     | Słowa                                                                     | Muzyka                                                            | Czas |
| 1.                      | "Hot Summer"                                                              | Kenzie                                                                    | Thomas Troelsen, Mikkel Remee Sigvardt                            | 3:46 |
| 2.                      | "Pinocchio (Danger)" (kor. 피노키오 (Danger))                             | Kenzie, Misfit                                                            | Dwight Watson, Jeff Hoeppner, Alex Cantrall, Hitchhiker           | 3:14 |
| 3.                      | "Bing-geuleu (Sweet Witches)" (kor. 빙그르 (Sweet Witches))               | Kim Bu-min                                                                | Hitchhiker                                                        | 3:28 |
| 4.                      | "Joh-ahaedo Doenayo (...Is It OK?)" (kor. 좋아해도 되나요 (...Is It OK?)) | Hwang Hyun                                                                | Hwang Hyun                                                        | 3:11 |
| 5.                      | "Dangerous"                                                               | Kenzie, Nermin Harambašić, Robin Jenssen, Ronny Svendsen, Anne Judith Wik | Nermin Harambašić, Robin Jenssen, Ronny Svendsen, Anne Judith Wik | 3:14 |
| 6.                      | "Beautiful Goodbye"                                                       | Cho Hun-young                                                             | Various Artists, Kenneth Karlin, Alex Cantrall, Lindy Robbins     | 4:06 |
| 7.                      | "Gangsta Boy"                                                             | Hong Ji-yoo, Thomas Troelsen, Mikkel Remee Sigvardt                       | Thomas Troelsen, Mikkel Remee Sigvardt                            | 3:09 |
| 8.                      | "Ai (Love)" (kor. 아이 (Love))                                            | Song Soo-yun, Han Jae-ho, Kim Seung-soo                                   | Han Jae-ho, Kim Seung-soo                                         | 3:15 |
| 9.                      | "Stand up!"                                                               | Shin Jae-pyung                                                            | Shin Jae-pyung                                                    | 3:55 |
| 10.                     | "My Style"                                                                | Lee Ji-eun, Ryan Jhun, Antwann Frost, Natasha Bougknight, Lauren Seymour  | Ryan Jhun, Antwann Frost, Natasha Bougknight, Lauren Seymour      | 3:41 |
| 11.                     | "So into U"                                                               | Kim Eun-soo, Shim Eun-ji                                                  | Shim Eun-ji                                                       | 3:35 |
| 12.                     | "Lollipop" (feat. SHINee)                                                 | Hong Ji-yoo, Ryan Jhun, Tysear, Reefa, Antwann Frost, Brande Kelley       | Ryan Jhun, Tysear, Reefa, Antwann Frost, Brande Kelley            | 3:11 |
| 13.                     | "LA chA TA"                                                               | Kenzie                                                                    |                                                                   | 3:12 |
| 14.                     | "Chu~♥"                                                                   | Cho Yun-Gyeong                                                            | Anders Wilhelm Wollbeck, Daniel Presley, Mattias Lindblom         | 3:10 |

## Notowania
| Pinocchio                 | Pinocchio | Hot Summer                | Hot Summer |
| Lista                     | Pozycja   | Lista                     | Pozycja    |
| ------------------------- | --------- | ------------------------- | ---------- |
| Gaon Weekly Albums Chart  | 1         | Gaon Weekly Albums Chart  | 2          |
| Gaon Monthly Albums Chart | 2         | Gaon Monthly Albums Chart | 3          |
| Gaon Yearly Albums Chart  | 19        | Gaon Yearly Albums Chart  | 31         |